# Волинка (Польща)
Волинка (пол. Wołynka) — частина села Сліпче у Польщі, в Люблінському воєводстві Грубешівського повіту, ґміни Грубешів.
| Польща | Це незавершена стаття з географії Польщі. Ви можете допомогти проєкту, виправивши або дописавши її. |